# Frederik Krag
baron Frederik Krag (ur. 1655, zm. 1728) – duński dyplomata i polityk.
W latach 1685–1688 był duńskim posłem (envoyé extraordinaire) w Hadze. W roku 1712 został Tajnym Radcą króla Danii Fryderyka IV.
W latach 1713–1721 był wicenamiestnikiem Norwegii.